# Angelo Dibona
Angelo Dibona (7. dubna 1879 Cortina d'Ampezzo – 21. dubna 1956 tamtéž) byl italský horolezec a horský vůdce.
Od roku 1905 působil v Cortině jako horský vůdce a lyžařský instruktor. V dalších letech vylezl v Alpách řadu prvovýstupů.

## Prvovýstupy
výběr
- 1908: Campanile Dibona, západní vrchol (2 550 m n. m.), Štubaiské Alpy, sólo
- 1909: Torre Fiscalina, Sextenské Dolomity, s L. Rizzim, Guido Mayerem a M. Mayerem
- 1910: Einser/Cima Una, severní stěna, Sextenské Dolomity, s Luigim Rizzim, Guido Mayerem a M. Mayerem
- 1910: Croda dei Toni (2 945 m n. m.), Sextenské Dolomity, 22. červenec 1910,spolu s Luigim Rizzim, Guido Mayerem a M. Mayerem[16]
- 1910: Campanile Rosa, Tofana
- 1910: Croz dell'Altissimo (2339), Brenta, 16. srpna 1910, spolu s Luigim Rizzim, Guido Mayerem a M. Mayerem[1]
- 1930: Tofana di Rozes, JJV, (3 225 m n. m.), Tofana, s L. Apolloniem a P.L. Edwardsem
- 1944: Punta Michele, severní stěna (2 898 m n. m.), Štubaiské Alpy, v 65 letech

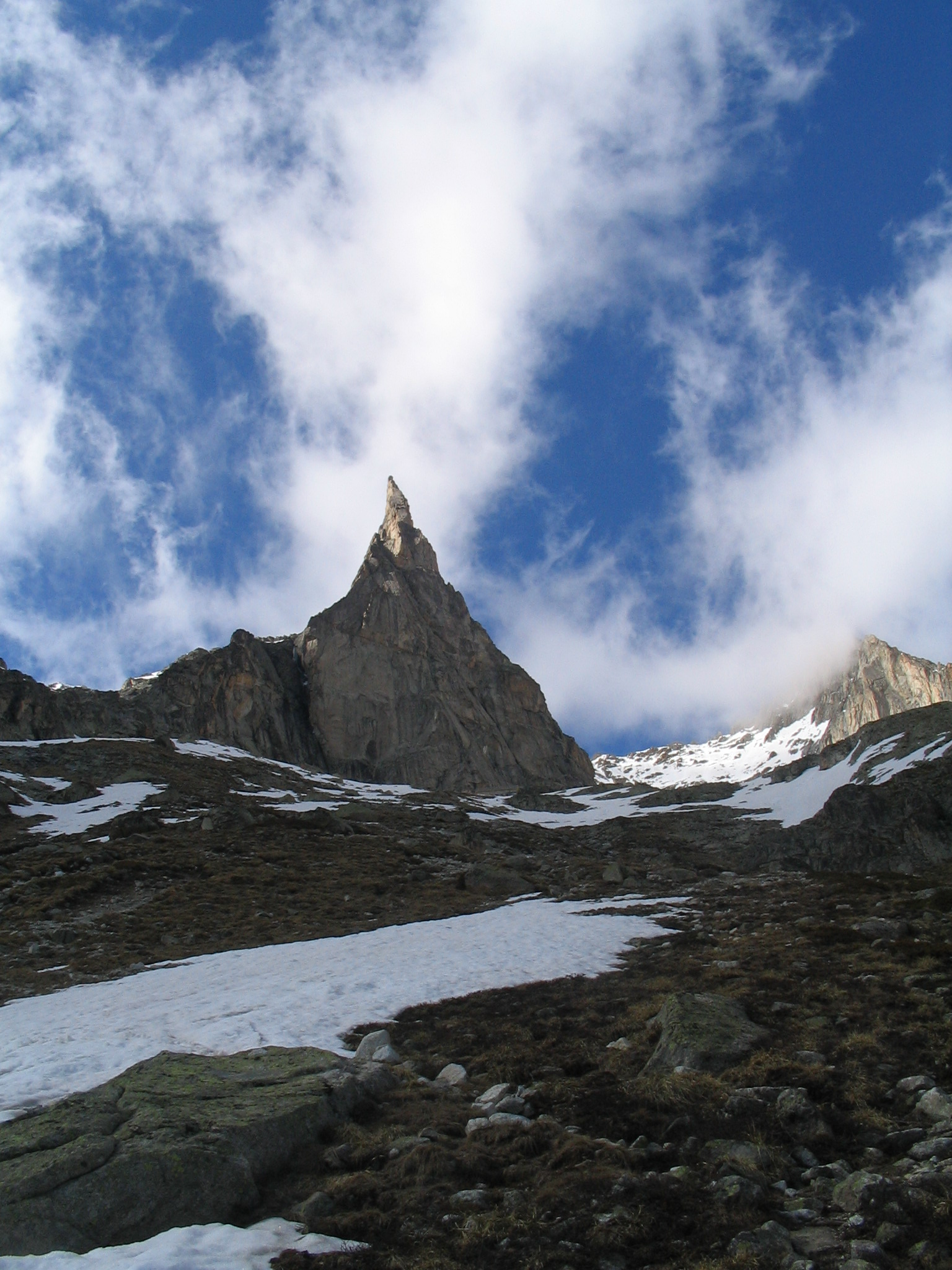
Aiguille Dibona

## Památka
- vrchol Aiguille Dibona v Massivu des Ecrins ve Francii
- Piazza Angelo Dibona, náměstí v Cortině
- busta v Cortině na stejnojmenném náměstí
- Rifugio Angelo Dibona, horská chata pod skupinou Tofana u Cortiny